# Rhynchostruthus socotranus
Rhynchostruthus socotranus е вид птица от семейство Чинкови (Fringillidae).

## Разпространение
Видът е разпространен в Йемен.